# Lijst van premiers van Alberta
De leider van de grootste partij in de wetgevende vergadering van de Canadese provincie Alberta levert gewoonlijk de Premier van Alberta. Alberta heeft tot nu toe 17 premiers gekend.
| Name                         | ambtstermijn                         | Partij                         |
| ---------------------------- | ------------------------------------ | ------------------------------ |
| Alexander Cameron Rutherford | 2 september 1905 - 26 mei 1910       | Liberaal                       |
| Arthur Lewis Sifton          | 26 mei 1910 - 30 oktober 1917        | Liberaal                       |
| Charles Stewart              | 30 oktober 1917 - 13 augustus 1921   | Liberaal                       |
| Herbert Greenfield           | 13 augustus 1921 - 23 november 1925  | United Farmers of Alberta      |
| John Edward Brownlee         | 23 november 1925 - 10 juli 1934      | United Farmers of Alberta      |
| Richard Gavin Reid           | 10 juli 1934 - 3 september 1935      | United Farmers of Alberta      |
| William Aberhart             | 3 september 1935 - 23 mei 1943       | Social Credit Party of Alberta |
| Ernest Manning               | 31 mei 1943 - 12 december 1968       | Social Credit Party of Alberta |
| Harry Strom                  | 12 december 1968 - 10 september 1971 | Social Credit Party of Alberta |
| Peter Lougheed               | 10 september 1971 - 1 november 1985  | Progressief Conservatief       |
| Don Getty                    | 1 november 1985 - 13 december 1992   | Progressief Conservatief       |
| Ralph Klein                  | 14 december 1992 - 14 december 2006  | Progressief Conservatief       |
| Ed Stelmach                  | 14 december 2006 - 7 oktober 2011    | Progressief Conservatief       |
| Alison Redford               | 7 oktober 2011 - 23 maart 2014       | Progressief Conservatief       |
| Dave Hancock                 | 23 maart 2014 - 15 september 2014    | Progressief Conservatief       |
| Jim Prentice                 | 15 september 2014 - 24 mei 2015      | Progressief Conservatief       |
| Rachel Notley                | 24 mei 2015 -                        | Alberta New Democratic Party   |